# Beck (cantante)
Beck David Hansen, nato Bek David Campbell e noto semplicemente come Beck (Los Angeles, 8 luglio 1970), è un cantautore e musicista statunitense, tra i principali esponenti dell'indie rock e in particolare del lo-fi.
Grazie alla sua forte personalità e alla sua estrema versatilità stilistica, Beck è riuscito a ricevere al contempo il plauso unanime della critica e un largo consenso di pubblico, mettendo d'accordo almeno due generazioni di ascoltatori.

## Biografia

### Inizi
È nato a Los Angeles, in California, l'8 luglio del 1970, figlio di David Richard Campbell, un musicista canadese di origini scozzesi, e di Bibbe Hansen, un'artista statunitense (era una delle cosiddette "superstar" di Andy Warhol) di origini norvegesi, svedesi ed ebraico-tedesche. Quando i suoi genitori si separano, Beck resta con la madre e il fratello a Los Angeles, dove viene influenzato dalle diverse proposte musicali della città - dall'hip hop alla musica latina - e dall'arte scenica della madre, tutti temi trattati nelle sue opere e nei suoi lavori.
Dopo essersi ritirato dal liceo alla metà degli anni ottanta, studia da autodidatta ed inizia a viaggiare molto spesso. Durante questo periodo, sviluppa il suo talento di artista e di intrattenitore. Trascorre del tempo anche in Germania con il nonno materno, l'artista Al Hansen. Alla fine degli anni ottanta a New York partecipa al movimento musicale anti-folk, e viene influenzato soprattutto dalla cultura punk.
Dopo alcuni anni, nel 1990 torna a Los Angeles, con un'esperienza frammentaria, ma ben motivato. Accetta lavori a salario minimo e senza prospettive, vivendo anche in un capannone mentre continua a sviluppare il suo talento. Durante quel periodo, cerca di esibirsi in tutti i locali della città, dai club punk alle caffetterie. Pubblica da autoprodotto i suoi primi EP, tra cui A Western Harvest Field By Moonlight, ed anche due album: Golden Feelings e Golden Leftovers.
Inizia così a farsi conoscere nel circuito underground, grazie anche ai testi provocatori ed ironici (un esempio su tutti quello di MTV Makes Me Want to Smoke Crack, ossia "MTV mi fa venir voglia di fumare il crack"). Successivamente incontra Chris Ballew (fondatore del gruppo musicale The Presidents of the United States of America) col quale mette in scena in coppia alcuni spettacoli come buskers.
I loro spettacoli hanno successo grazie al mix di humour, eccentricità e provocazione.

### Il successo immediato
In questo periodo di intensa creatività, la Bong Load Custom Records "scopre" Beck. Il singolo Loser, diffuso inizialmente in 500 copie (marzo 1993), esplode nel circuito delle radio alternative causando una furiosa asta tra case discografiche per mettere l'artista sotto contratto.
Beck sceglie la Geffen Records, etichetta che gli dà la possibilità di pubblicare album indipendenti anche sotto contratto, tra cui Mellow Gold del 1994, che fanno di lui una delle icone rappresentative della scena del rock alternativo. Allo stesso tempo fa uscire Stereopathetic Soulmanure su Flipside Records, One Foot in the Grave, per l'etichetta indipendente K Records, e partecipa al tour Lollapalooza, nel 1995. Il pubblico, tuttavia, si riconosce specialmente in Loser, e questo non fece altro che rafforzare la sua immagine di artista conosciuto solo per un singolo in testa alle classifiche.
Nel 1996 piazza un altro colpo: si tratta di Odelay, album in cui collaborano i Dust Brothers sia alla produzione che al lato artistico.
Con questo album Beck si aggiudica una nomination ai Grammy Award 1997 nella categoria "album dell'anno", mentre invece vince nelle categorie "best alternative music album" e "best male rock vocal performance" (per Where It's At). Nel 1997 Beck compone tre tracce per il film Una vita esagerata, tra cui l'omonima canzone già presente in Odelay.
In Mutations (1998), Beck si avvale della collaborazione del produttore Nigel Godrich (che l'anno precedente aveva prodotto OK Computer dei Radiohead).
Nel 1999 Beck dà vita ad un'ennesima mutazione del suo suono: in Midnite Vultures il cantautore si approccia ad uno stile più "danzareccio". In questo disco si fa accompagnare da una sezione di fiati e da ospiti illustri, tra cui Dust Brothers, Joey Waronker, Beth Orton, il padre di Beck David Richard Campbell, il tastierista Roger Joseph Manning Jr., il bassista Justin Meldal-Johnsen e il chitarrista Johnny Marr.
Midnite Vultures è stato nominato ai 43i Grammy nella categoria "album dell'anno".

### Anni 2000

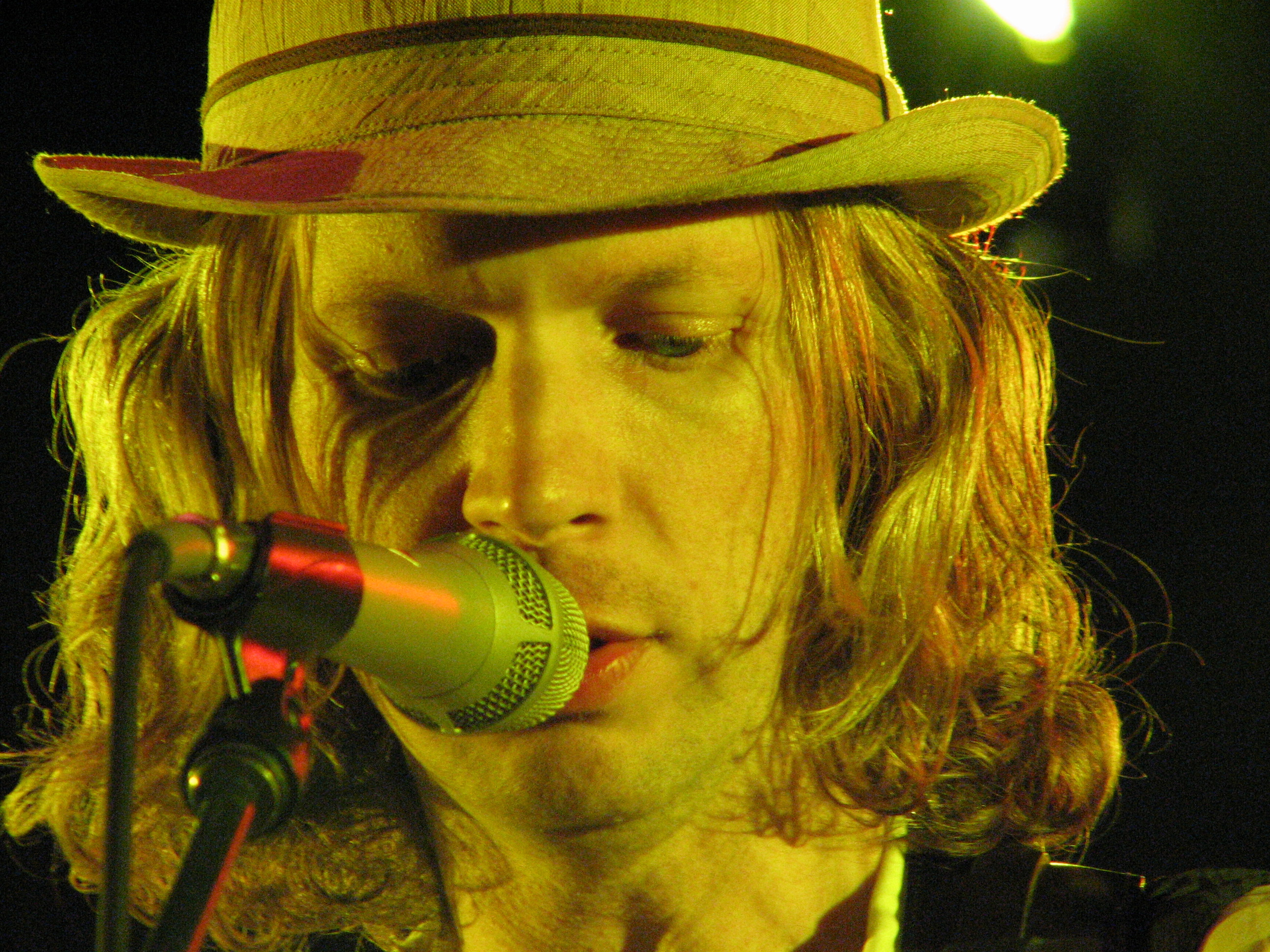
Beck al Detour Festival del 2006

Nel 2000 si lascia con la fidanzata e intraprende un periodo difficile, che però culmina nel 2002 con la pubblicazione di Sea Change, prodotto da Goldrich e registrato con un'orchestra diretta dal padre di Beck, David Campbell.
Tre anni dopo viene pubblicato Guero, lanciato dal singolo E-Pro ed entrato direttamente al secondo posto nella Billboard 200. A meno di un anno di distanza, nel 2006 viene dato alle stampe l'album Guerolito, che è un album di remix dei brani del precedente disco. Partecipano a questa registrazione alcuni tra i più acclamati artisti della scena elettronica, come Boards of Canada, Röyksopp e AIR.
Sempre nel 2006 esce The Information, nono album in studio per Beck, che vede il ritorno di Nigel Godrich alla produzione.
Nel 2007 pubblica il singolo Timebomb. Per il suo successivo album Beck contatta Danger Mouse, con i quali inizia a lavorare nel dicembre 2007.
Nel 2008 pubblica Modern Guilt.
Nel giugno 2009 fonda il progetto sperimentale chiamato Record Club, un progetto di cover a cui partecipano anche MGMT, Devendra Banhart, Andrew Stockdale (Wolfmother) e Binki Shapiro (Little Joy). Al contempo si dedica all'attività di produttore discografico, lavorando con Charlotte Gainsbourg, Thurston Moore e Stephen Malkmus.

### Anni 2010

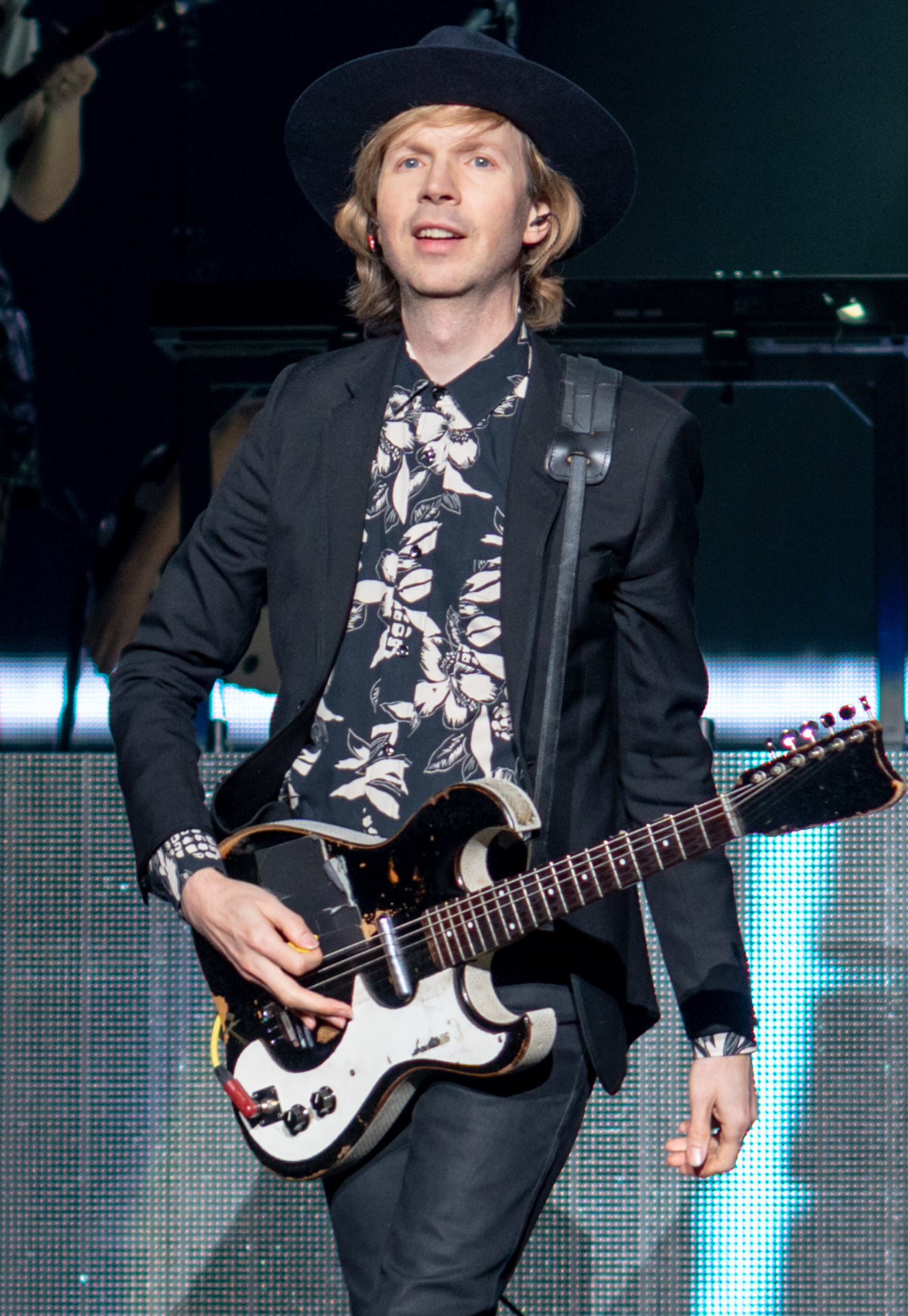
Beck in concerto a New York nel 2018

Nel 2010 produce quattro tracce per il film Scott Pilgrim vs. the World. Inoltre collabora con Philip Glass, Jack White, Seu Jorge, Childish Gambino e The Lonely Island. Nel dicembre 2012 lancia un progetto chiamato Song Reader, che consiste in 20 canzoni presentate in un libro solo come spartiti. Nell'ottobre 2013 viene comunicato il suo approdo alla Capitol Records, che pubblica l'album Morning Phase nel febbraio 2014 con il quale vince il Grammy come album dell'anno nella categoria "Miglior album dell'anno" nel 2015.
Nel giugno 2015 pubblica il nuovo singolo intitolato Dreams. Il sound presente nella canzone uscita su Beats 1, radio gestita dalla Apple Music, presenta una miscela tra l'Indie pop, il Funk rock e il Dance Rock. La canzone è presente su FIFA 16.
Inoltre ha collaborato con Nate Ruess, cantante dei Fun., nella canzone What This World Is Coming To presente nell'album Grand Romantic e per la canzone Wide Open con il duo elettronico The Chemical Brothers dal loro ultimo album Born in the Echoes.
A giugno 2016 esce il suo nuovo singolo Wow che anticiperà il suo nuovo album a Novembre, mentre il suo singolo Up All Night è presente su FIFA 17.
Anticipato proprio da tali singoli, nell'ottobre 2017 pubblica l'album Colors, coprodotto da Greg Kurstin.

## Collaborazioni
Nel 1992 ha prodotto l'EP Parerga Y Paralipomena dei Black Fag. Nel 1994 ha collaborato con i Jon Spencer Blues Explosion nell'album Orange e con The Geraldine Fibbers per Get Thee Gone.
L'anno seguente ha cantato in Caspare and Mollüsk, album dell'omonimo duo, ed ha prodotto 11 Harrow House dei Black Fag.
Nel 1997 ha cantato e suonato nel "self-titled" album dei Forest for the Trees. L'anno seguente ha collaborato con Kahimi Karie (per l'album omonimo), con vari artisti per la colonna sonora di The Rugrats Movie, nonché con Amnesia (Brad Laner) per Lingus.
Nel 1999 Beck ha partecipato ad un album tributo a Bruce Haack ed Esther Nelson chiamato Dimension Mix (pubblicato nel 2005). Inoltre ha lavorato nuovamente con i Forest for the Trees per The Sound of Wet Paint.
Nel 2001 ha collaborato con gli AIR in 10 000 Hz Legend. Nel 2002 ha registrato diverse tracce dell'album Kissin' Time di Marianne Faithfull ed inoltre ha lavorato con i Pearl Jam per il singolo Don't Believe in Christmas. Nel 2003 ha preso parte all'album di Macy Gray The Trouble With Being Myself e a quello di Pink (con William Orbit) Charlie's Angels: Full Throttle. Nel 2004 è coautore di un brano di Sia inserito nell'album Colour the Small One. Nel 2005, con vari artisti, ha preso parte al singolo Do They Know It's Hallowe'en. Nel 2007 ha partecipato al singolo Conquest dei White Stripes.
Nel 2008 ha lavorato nuovamente con Sia al suo album Some People Have Real Problems, mentre l'anno seguente ha collaborato con Charlotte Gainsbourg per l'album IRM (pubblicato nel gennaio 2010) come autore, compositore, produttore, musicista e cantante (duetto in Heaven Can Wait).
Nel febbraio 2010 collabora con Tobacco (Black Mouth Super Rainbow) in due canzoni inserite nell'album Maniac Meat.
Nel marzo 2010 produce l'album di Jamie Lidell Compass.
Nell'estate 2010 ha contribuito alla colonna sonora di The Twilight Saga: Eclipse duettando con Bat for Lashes nel brano Let's Get Lost, nonché alla colonna sonora del serial televisivo True Blood e a quella del già citato film Scott Pilgrim vs. the World.
Nel 2011 collabora con Seu Jorge in un brano chiamato Tropicalia a scopo benefico (Red Hot Organization). Contribuisce alla canzone Attracted to Us per l'album dei The Lonely Island Turtleneck & Chain.
Sempre nel 2011 produce l'album di Thurston Moore (Sonic Youth) Demolished Thoughts e quello di Stephen Malkmus & the Jicks chiamato Mirror Traffic.
Nell'ottobre 2011 lavora con Philip Glass ed altri musicisti all'album di remix Rework Philip Glass Remixed (pubblicato nell'ottobre 2012).
Nel 2012 collabora con Childish Gambino per Royalty e con Jack White per I Just Started Hating Some People Today.
Nel 2016 collabora con Lady Gaga alla stesura e scrittura del brano Dancing In Circles, presente nell'album Joanne, brano super acclamato dalla critica, che tratta il tema della masturbazione.
Nel 2021 collabora con Paul McCartney alla versione remix della canzone Find My Way, che viene pubblicata come secondo singolo estratto dall'album McCartney III Imagined, accompagnato da un videoclip dove McCartney viene ringiovanito digitalmente.

## Stile
Considerato uno dei principali artisti indie rock e lo-fi, Beck ha proposto un rock alternativo dalle fondamenta noise rock e anti-folk. Cita le melodie del pop, i ritmi della musica latina e fonde ecletticamente generi quali l'hip-hop, il country, il blues, il soul e il lounge: quest'ultimo uno stile di cui è citato fra i revivalisti degli anni novanta. Alcuni lo considerano un artista di "slacker pop" mentre altrove viene inserito fra gli artisti del dance rock, del rock sperimentale e della dance alternativa.

## Vita privata
Nell'aprile 2004 ha sposato l'attrice Marissa Ribisi, poco prima della nascita del loro primo figlio. Nel 2007 è nata la loro seconda figlia. Il matrimonio si è concluso ufficialmente il 15 febbraio 2019.
Nel 2005 ha ammesso di essere un praticante di Scientology . Nel 2019 ha rivelato di essersene allontanato.

## Discografia

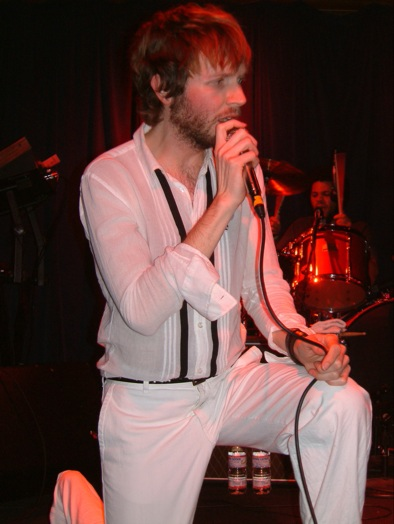
Beck nel 2005

- 1993 - Golden Feelings
- 1994 - Stereopathetic Soulmanure
- 1994 - Mellow Gold
- 1994 - One Foot in the Grave
- 1996 - Odelay
- 1998 - Mutations
- 1999 - Midnite Vultures
- 2002 - Sea Change
- 2005 - Guero
- 2006 - The Information
- 2008 - Modern Guilt
- 2014 - Morning Phase
- 2017 - Colors
- 2019 - Hyperspace

## Filmografia
- 1998 - The Rugrats Movie
- 2003 - Southlander